# Lista uczelni w Szwecji

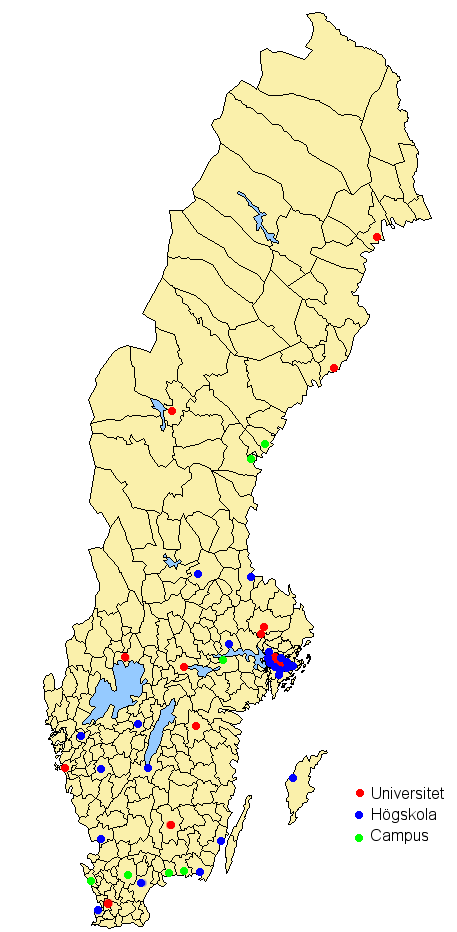
Lokalizacja niektórych uczelni szwedzkich

Poniżej znajduje się lista uczelni w Szwecji. Szwedzki system szkolnictwa wyższego rozróżnia pojęcia universitet i högskola. Te pierwsze są ukierunkowane na badania i mają akredytacje na studia licencjackie, magisterskie i doktoranckie, natomiast te drugie są zwykle bardziej skoncentrowane na naukach stosowanych i nie zawsze mają prawo przyznawania stopni doktora. Niektóre uniwersytety, głównie techniczne i medyczne, wciąż jednak mają w nazwie högskola (na przykład Królewski Instytut Techniczny w Sztokholmie nazywa się Kungliga Tekniska högskolan).

## Uniwersytety państwowe
| Uniwersytet                    | Data utworzenia uniwersytetu | Erygowanie uczelni | Liczba studentów (2009) | Dotacje na badania (2009, w miliardach SEK) |
| ------------------------------ | ---------------------------- | ------------------ | ----------------------- | ------------------------------------------- |
| Uniwersytet w Uppsali          | 1477                         | 1477               | 20 450                  | 3,265                                       |
| Uniwersytet w Lund             | 1666                         | 1666               | 28 554                  | 3,975                                       |
| Uniwersytet w Göteborgu        | 1954                         | 1891               | 24 900                  | 2,999                                       |
| Uniwersytet w Sztokholmie      | 1960                         | 1878               | 28 200                  | 2,203                                       |
| Instytut Karolinska            | 1965                         | 1810               | 5 500                   | 4,027                                       |
| Uniwersytet w Umeå             | 1965                         | 1965               | 15 850                  | 1,977                                       |
| Królewski Instytut Techniczny  | 1970                         | 1827               | 11 950                  | 2,033                                       |
| Uniwersytet w Linköping        | 1975                         | 1969               | 17 200                  | 1,516                                       |
| Szwedzki Uniwersytet Rolniczy  | 1977                         | 1775               | 3 600                   | 1,812                                       |
| Uniwersytet Techniczny w Luleå | 1997                         | 1971               | 6 350                   | 0,711                                       |
| Uniwersytet w Karlstad         | 1999                         | 1977               | 7 750                   | 0,303                                       |
| Uniwersytet w Örebro           | 1999                         | 1977               | 8 600                   | 0,342                                       |
| Uniwersytet Środkowy           | 2005                         | 1993               | 7 600                   | 0,333                                       |
| Uniwersytet Linneusza          | 2010                         | 1977               | 15 000                  | --                                          |

## Högskola
| Högskola                       | Data założenia (jako högskola) |
| ------------------------------ | ------------------------------ |
| Uniwersytet w Borås            | 1977                           |
| Uniwersytet w Malmö            | 1998                           |
| Högskola w Dalarna             | 1977                           |
| Högskola w Trollhättan         | 1990                           |
| Uniwersytet w Halmstad         | 1983                           |
| Högskola w Mälardalen          | 1977                           |
| Instytut Techniczny w Blekinge | 1989                           |
| Högskola w Kristianstad        | 1977                           |
| Högskola w Skövde              | 1977                           |
| Försvarshögskolan              | 2008                           |
| Högskola w Gävle               | 1977                           |
| Högskola w Gotland             | 1998                           |

## Uczelnie niepubliczne
| Uczelnia                             | Data założenia |
| ------------------------------------ | -------------- |
| Uniwersytet Techniczny Chalmersa     | 1829           |
| Wyższa Szkoła Handlowa w Sztokholmie | 1909           |
| Jönköping University Foundation      | 1977           |

## Uczelnie niepubliczne z prawem do nadawania stopnia licencjata i organizowania studiów podyplomowych
| Uczelnia                                  | Data założenia | Specjalności                             |
| ----------------------------------------- | -------------- | ---------------------------------------- |
| Beckmans College of Design                | 1939           | moda, wzornictwo, komunikacja wizualna   |
| Ersta Sköndal högskola                    | 1998           | nauki medyczne, praca socjalna, teologia |
| Gammelkroppa skogsskola                   | 1860           | leśnictwo                                |
| Seminarium Teologiczne Johannelunds       | 1862           | teologia                                 |
| Instytut Newmana                          | 2001           | teologia, filozofia, kulturoznawstwo     |
| Högskola Czerwonego Krzyża                | 1867           | opieka zdrowotna                         |
| Sophiahemmet högskola                     | 1884           | pielęgniarstwo                           |
| Instytut Edukacji Muzycznej w Sztokholmie | 1960           | muzyka                                   |
| Sztokholmska Teologiczna Szkoła Wyższa    | 1994           | teologia, prawa człowieka                |
| Seminarium Teologiczne w Örebro           | 1908           | teologia, religioznawstwo                |